# João Afonso Teles de Meneses, 1.º conde de Barcelos
João Afonso Teles de Meneses (? – maio de 1304), foi 4.º senhor de Albuquerque e o 1.º conde de Barcelos de 1298 até a sua morte. Era o único filho de Rodrigo Anes Teles de Meneses e sua esposa Teresa Martins de Soverosa.

## Biografia

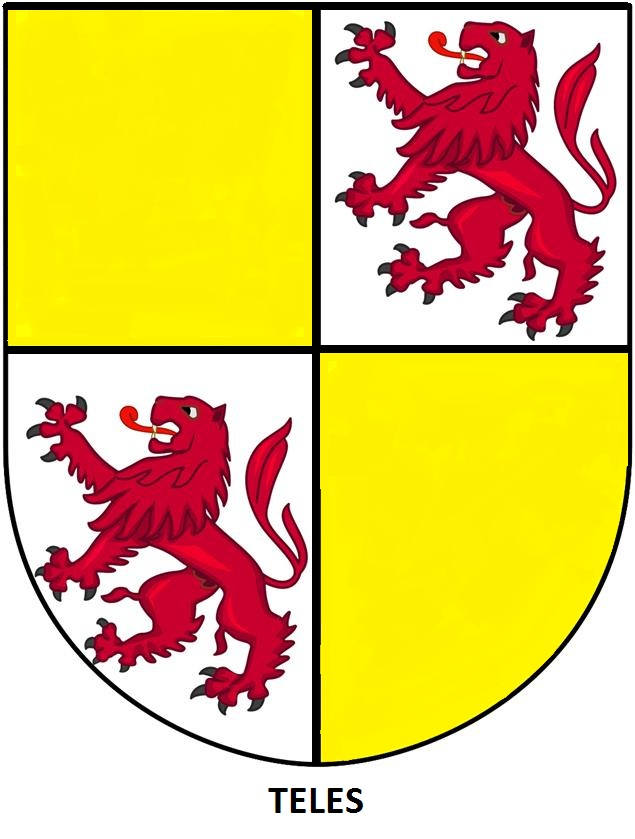
Brasão dos Teles de Meneses

Foi um rico-homem de Castela. Rebelou-se contra o rei Sancho IV "e deveu a vida a intercessãi da rainha Maria de Molina". Já estava no Portugal na corte do rei D. Dinis em 9 de dezembro de 1295, de quem foi mordomo-mor, confirmando o foral de Moura, e depois muitos documentos como membro da cúria régia. Aparece em 1 de março de 1279 confirmando os forais de Alfaiates e também participou nas negociações do Tratado de Alcanizes em 1297. Em 8 de Maio de 1298, por carta assinada em Santarém, foi feito primeiro conde de Barcelos.[a] Em 1302, foi embaixador do rei D. Dinis em Castela.  Fez testamento em Lisboa em 5 de Maio de 1304 e provavelmente morreu pouco depois.

## Matrimónio e descendência
| Nome                                                              | Longevidade                                                       | Notas |
| Casamento com Teresa Sanches, bastarda de Sancho IV de Castela[b] | Casamento com Teresa Sanches, bastarda de Sancho IV de Castela[b] | Casamento com Teresa Sanches, bastarda de Sancho IV de Castela[b] |
| ----------------------------------------------------------------- | ----------------------------------------------------------------- | --- |
| Violante Sanches de Meneses                                       | ? – novembro de 1312                                              | Condessa de Barcelos, de 1304 a 1312. Casou-se com o Martim Gil de Sousa , alferes-mor de D. Dinis I. Sem geração.                                                                           |
| Teresa Martins de Meneses                                         | ? – julho de 1337                                                 | 5.ª Senhora de Alburquerque, Codiceira, Vila do Conde, etc. Casou-se com Afonso Sanches, mordomo-mor de D. Dinis I (seu pai). Do casamento nasceram 3 filhos (apenas 1 chegou a maioridade). |